# UR Airlines
UR Airlines ist eine irakische Fluggesellschaft mit Sitz in Bagdad und Basis auf dem Flughafen Bagdad.
Obwohl das Hauptgeschäft der Gesellschaft Linienflüge sind, werden auch Charterflüge sowie Privatflüge angeboten.

## Geschichte
Die Fluggesellschaft wurde im Jahr 2019 gegründet. Sie ist, im Gegensatz zu anderen irakischen Fluggesellschaften, nicht auf der Liste derjenigen Gesellschaften eingetragen, denen Flüge von und aus der Europäischen Union untersagt sind.
Nachdem ukrainische Behörden ihren Fluggesellschaften 2020 ein Verbot der Zusammenarbeit mit irakischen Unternehmen ausgesprochen hatten, verlor die Gesellschaft ihre von der Jonika Airlines im Wet-lease geleaste Boeing 737-300, was zu einer Reduktion der Flüge nach Europa führte.

## Flugziele
Von ihrer Basis in Bagdad sowie den weiteren Drehkreuzen in Erbil und Al Najaf aus fliegt die Gesellschaft in der Kurz- und Mittelstrecke zu Zielen im Nahen Osten, dort hauptsächlich in die Türkei, und nach Mitteleuropa. In Deutschland werden die Flughäfen Frankfurt, München, Köln/Bonn, Düsseldorf, Hannover und Stuttgart angeflogen, hauptsächlich von Erbil aus. Das einzige nordeuropäische Ziel ist der Flughafen Kopenhagen-Kastrup in Dänemark.
Im Juni 2024 wurde der erste Direktflug zwischen Erbil und London durchgeführt.

## Flotte

### Aktuelle Flotte
Die aktuelle Flotte der UR Airlines besteht im November 2024 aus drei Flugzeugen:
| Modell          | Anzahl | Bestellungen | Luftfahrzeugkennzeichen | Anmerkungen          |
| --------------- | ------ | ------------ | ----------------------- | -------------------- |
| Boeing 737-300  | 1      | -            | YI-BAU                  |                      |
| Boeing 737-400  | 1      | -            | YI-AQS                  |                      |
| Airbus A320-200 | 1      | -            | LZ-BHM                  | Leasinggeber: BH Air |

### Ehemalige Flugzeuge
Zwei A320-200, die von der bulgarischen BH Air geleast waren, sowie eine von der ukrainischen Jonika Airlines geleaste B737-300 befinden sich nicht mehr in der Flotte und wurden an die jeweiligen Leasinggeber zurückgegeben.

## Basisdaten
Die Gesellschaft beschäftigt 20 Pilotinnen und Piloten. Im Jahr 2021 wurden 1994 Flüge mit insgesamt 5604 Flugstunden durchgeführt.